# L'Inconnu de Brocéliande
Pour plus de détails, voir Fiche technique et Distribution.
L'Inconnu de Brocéliande est un téléfilm français diffusé pour la première fois en Belgique le 28 avril 2016, sur La Une, puis en France, le 30 avril 2016, sur France 3.

## Synopsis
Le corps calciné d'un homme est retrouvé dans la forêt de Brocéliande par une petite fille. Éric Jourdain et Marie Delorme, un couple en pleine rupture, sont chargés de l'enquête.  La petite fille explique aux gendarmes qu'un garçon lui a montré le corps. Le garçon est retrouvé en état de choc, incapable de parler. Il dessine cependant. Ses dessins ressemblent aux légendes locales liées au mythe de Merlin l'Enchanteur. Le frère de Marie, Romain, pédopsychiatre vient en aide à la gendarmerie. Qui est la victime ? Qui est le garçon ? Est-il lié au meurtre ?

## Fiche technique[2]
- Titre : L'Inconnu de Brocéliande
- Réalisation : Vincent Giovanni
- Scénario : Virginie Brami et Yann Le Gall
- Directeur de la photographie : Pénélope Pourriat
- Décor : Chantal Giuliani
- Montage :
- Musique :
- Production : Jean Labib et Louise Barnathan
- Sociétés de production : Compagnie des phares et des balises, Be-films[3].
- Directeur de production : Leslie Tabuteau
- Genre : policier
- Durée :
- Dates de première diffusion : 
  -  28 avril 2016, sur La Une
  -  30 avril 2016, sur France 3

## Distribution[4]
- Claire Keim : Marie Delorme
- Fred Bianconi : Éric Jourdain
- François Vincentelli : Romain Delorme
- Carole Bianic : Élodie Lemeur
- Yanis Richard : Kilian Morvan
- Féodor Atkine : Yvon Delorme
- Nadia Fossier : Émilie Le Guennec
- Francis Renaud : Mathieu Le Guennec
- Michaël Erpelding : Franck Corbet

## Origine
Ce téléfilm devait faire partie de la collection Meurtres à mais a finalement été diffusé comme un unitaire hors collection. La productrice et le réalisateur ont rapidement porté leur choix sur Claire Keim pour jouer le rôle principal. François Vincentelli et Fred Bianconi jouent ici des rôles fort différents de ceux auxquels le public est habitué. Le jeune garçon qui joue l'enfant traumatisé est Yanis Richard. Il a été découvert dans l'émission La France a un incroyable talent,.

## Tournage
La forêt de Brocéliande étant une forêt légendaire, le tournage s'est déroulé en partie dans la forêt de Paimpont, près de Rennes et associée à la forêt légendaire, mais aussi dans les communes de Bréal-sous-Montfort, Saint-Aubin-du-Cormier et Mauron.  Une vingtaine de jours entre novembre et décembre 2015 ont été nécessaires pour tourner le téléfilm. 
Pour le rôle, Claire Keim a changé son apparence physique, se teignant les cheveux, ne se maquillant pas et choisissant des vêtements basiques.

## Sortie DVD
Le téléfilm sort en DVD le 27 juin 2018. Il est édité par LCJ Editions.

## Réception critique
Télérama juge « l'interprétation de Claire Keim, convaincante en flic déboussolée » mais une « réalisation, alourdie par des effets faciles (flashbacks anxiogènes, musique lourdingue, etc.) » et « [manquant] d'ampleur ». Télé Loisirs parle d'un « film d'atmosphère, joué dans une ambiance baignée de mystère que souligne une belle lumière et la musique » et souligne que « l'interprétation chaleureuse des comédiens compense les quelques longueurs et maladresses ». Télé 7 jours salue également la prestation de Claire Keim par ses mots : « Très éloignée de ses rôles habituels, Claire Keim rayonne dans la noirceur ». Moustique juge le téléfilm « classique mais habité ».

## Audience
- France : 3,95 millions de téléspectateurs (première diffusion) (18,1 % de part d'audience)

Lors de sa diffusion sur France 3, le 30 avril 2016, le téléfilm rassemble 3 947 000 téléspectateurs en France, soit 18,1 % de part d'audience. Il se positionne en deuxième position de la soirée.